# Andreï Skopintsev
Andreï Borissovitch Skopintsev - en russe Андрей Борисович Скопинцев - (né le 28 septembre 1971 à Moscou en URSS) est un joueur professionnel russe de hockey sur glace. Il évolue au poste de défenseur.

## Biographie

### Carrière en club
En 1987, il commence sa carrière avec le Kristall Elektrostal dans la Vyschaïa Liga. Il est choisi en 1997 au cours du repêchage d'entrée dans la Ligue nationale de hockey par le Lightning de Tampa Bay en 7e ronde, en 153e position. Il a évolué en Allemagne et Finlande avant de partir en Amérique du Nord. Il a débuté avec le Lightning dans la LNH et a également porté les couleurs des Thrashers d'Atlanta. Il a remporté la Ligue européenne de hockey 1997 avec le TPS Turku, la Superliga 2005 et la Coupe d'Europe des clubs champions 2006 avec le HK Dinamo Moscou.

### Carrière internationale
Il a représenté la Russie En équipe nationale.

## Trophées et honneurs personnels
Superliga
- 2002 : participe au Match des étoiles avec l'équipe Ouest.
- 2001 : participe au Match des étoiles avec la conférence ouest.

## Statistiques

### En club
| Saison     | Équipe                   | Ligue         |    | Saison régulière | Saison régulière | Saison régulière | Saison régulière | Saison régulière |    | Séries éliminatoires | Séries éliminatoires | Séries éliminatoires | Séries éliminatoires | Séries éliminatoires |
| Saison     | Équipe                   | Ligue         | PJ | B                | A                | Pts              | Pun              | PJ               | B  | A                    | Pts                  | Pun                  |                      |                      |
| 1987-1988  | Kristall Elektrostal     | Vyschaïa Liga | 17 | 0                | 0                | 0                | 0                |                  |    |                      |                      |                      |                      |                      |
| 1988-1989  | Kristall Elektrostal     | Vyschaïa Liga | 24 | 1                | 1                | 2                | 8                |                  |    |                      |                      |                      |                      |                      |
| 1989-1990  | Krylia Sovetov           | URSS          | 20 | 0                | 0                | 0                | 10               |                  |    |                      |                      |                      |                      |                      |
| 1990-1991  | Krylia Sovetov           | URSS          | 16 | 0                | 1                | 1                | 2                |                  |    |                      |                      |                      |                      |                      |
| 1991-1992  | Krylia Sovetov           | Superliga     | 36 | 1                | 1                | 2                | 14               |                  |    |                      |                      |                      |                      |                      |
| 1992-1993  | Krylia Sovetov           | Superliga     | 12 | 1                | 0                | 1                | 4                |                  |    |                      |                      |                      |                      |                      |
| 1993-1994  | Krylia Sovetov           | Superliga     | 43 | 4                | 8                | 12               | 14               |                  |    |                      |                      |                      |                      |                      |
| 1994-1995  | Soviet Wings             | LIH           | 6  | 0                | 1                | 1                | 2                | --               | -- | --                   | --                   | --                   |                      |                      |
| 1994-1995  | Krylia Sovetov           | Superliga     | 52 | 8                | 12               | 20               | 55               | --               | -- | --                   | --                   | --                   |                      |                      |
| 1995-1996  | Augsburger Panther       | DEL           | 46 | 10               | 20               | 30               | 32               |                  |    |                      |                      |                      |                      |                      |
| 1996-1997  | TPS Turku                | SM-liiga      | 46 | 3                | 6                | 9                | 80               | 10               | 1  | 1                    | 2                    | 4                    |                      |                      |
| 1997-1998  | TPS Turku                | SM-liiga      | 48 | 2                | 9                | 11               | 8                | 4                | 0  | 0                    | 0                    | 0                    |                      |                      |
| 1998-1999  | Lightning de Tampa Bay   | LNH           | 19 | 1                | 1                | 2                | 10               | --               | -- | --                   | --                   | --                   |                      |                      |
| 1998-1999  | Lumberjacks de Cleveland | LIH           | 19 | 3                | 2                | 5                | 8                | --               | -- | --                   | --                   | --                   |                      |                      |
| 1999-2000  | Vipers de Détroit        | LIH           | 51 | 4                | 15               | 19               | 44               | --               | -- | --                   | --                   | --                   |                      |                      |
| 1999-2000  | Lightning de Tampa Bay   | LNH           | 4  | 0                | 0                | 0                | 6                | --               | -- | --                   | --                   | --                   |                      |                      |
| 2000-2001  | Solar Bears d'Orlando    | LIH           | 25 | 0                | 6                | 6                | 22               | --               | -- | --                   | --                   | --                   |                      |                      |
| 2000-2001  | Thrashers d'Atlanta      | LNH           | 17 | 1                | 3                | 4                | 16               | --               | -- | --                   | --                   | --                   |                      |                      |
| 2001-2002  | Dinamo Moscou            | Superliga     | 44 | 3                | 7                | 10               | 50               |                  |    |                      |                      |                      |                      |                      |
| 2002-2003  | Dinamo Moscou            | Superliga     | 37 | 1                | 3                | 4                | 32               | 4                | 0  | 0                    | 0                    | 24                   |                      |                      |
| 2003-2004  | Dinamo Moscou            | Superliga     | 57 | 3                | 6                | 9                | 46               | 3                | 0  | 0                    | 0                    | 0                    |                      |                      |
| 2004-2005  | Dinamo Moscou            | Superliga     | 38 | 1                | 2                | 3                | 63               | 10               | 0  | 0                    | 0                    | 6                    |                      |                      |
| 2005-2006  | Dinamo Moscou            | Superliga     | 28 | 0                | 5                | 5                | 20               | --               | -- | --                   | --                   | --                   |                      |                      |
| 2006-2007  | Vitiaz Tchekhov          | Superliga     | 44 | 3                | 11               | 14               | 46               | 3                | 0  | 0                    | 0                    | 4                    |                      |                      |
| 2007-2008  | Vitiaz Tchekhov          | Superliga     | 41 | 3                | 4                | 7                | 53               | --               | -- | --                   | --                   | --                   |                      |                      |
| 2008-2009  | Sibir Novossibirsk       | KHL           | 55 | 5                | 6                | 11               | 62               | --               | -- | --                   | --                   | --                   |                      |                      |
| 2009-2010  | HK MVD                   | KHL           | 15 | 2                | 0                | 2                | 16               | 4                | 0  | 1                    | 1                    | 0                    |                      |                      |
| 2010-2011  | Sibir Novossibirsk       | KHL           | 10 | 0                | 0                | 0                | 4                | -                | -  | -                    | -                    | -                    |                      |                      |
| 2011-2012  | Dinamo Balachikha        | VHL           | 45 | 0                | 3                | 3                | 36               | -                | -  | -                    | -                    | -                    |                      |                      |
| 2011-2012  | OHK Dinamo               | KHL           | 2  | 0                | 0                | 0                | 2                | -                | -  | -                    | -                    | -                    |                      |                      |
| Totaux LNH | Totaux LNH               | Totaux LNH    | 40 | 2                | 4                | 6                | 32               |                  |    |                      |                      |                      |                      |                      |

### En équipe nationale
| Année | Équipe | Compétition          |   | PJ | B | A | Pts | Pun       |  | Résultat |
| 1995  | Russie | Championnat du monde | 6 | 1  | 1 | 2 | 0   | 5e place  |  |          |
| 1996  | Russie | Championnat du monde | 8 | 2  | 1 | 3 | 2   | 4e place  |  |          |
| 1997  | Russie | Championnat du monde | 9 | 1  | 0 | 1 | 4   | 3e place  |  |          |
| 1998  | Russie | Championnat du monde | 6 | 1  | 0 | 1 | 2   | 5e place  |  |          |
| 2004  | Russie | Championnat du monde | 4 | 1  | 0 | 1 | 2   | 10e place |  |          |